# Lai Yawen
Dans ce nom chinois, le nom de famille, Lai, précède le nom personnel.
Pour les articles homonymes, voir Lai.
Lai Yawen (en chinois simplifié : 賴亞文), née le 9 septembre 1970, est une joueuse internationale chinoise de volley-ball. Elle participe aux Jeux olympiques d'été de 1992, puis à ceux de 1996 où elle décroche une médaille d'argent.